# 美篶商会
株式会社美篶商会（みすずしょうかい）は、かつて存在した日本のカメラメーカー、写真機材商社である。1920年代の大正年間からC.H（シーエイチ）ブランドの写真機材、1937年（昭和12年）に製造販売を開始した超小型写真用の写真機とフィルムの新規格「ミゼット」で知られる。最盛期以降に美スズ産業株式会社（みすずさんぎょう）と商号変更している。富士写真フイルム（現在の富士フイルム）の四大特約店（四特）の1社とされていた。
富士写真フイルムのほか、白石製作所（現在のスリック）、マミヤ光機（現在のマミヤ・デジタル・イメージング）、オリンパス、栗林写真工業（のちのペトリカメラ）、カコストロボ等の特約店や代理店であった。

## 略歴
- 1922年6月1日 - 片倉財閥の一部として長野県松本市に創業、同年東京進出[1]
- 1936年5月16日 - 株式会社化（株式会社美篶商会）、社長・片倉兼太郎、常務・藤森豊一郎[1]
- 1937年 - 日本で初めて豆カメラ「ミゼット」を発売、豆カメラブームの先駆け[1]
- 1947年3月10日 - 藤森豊一郎、社長に就任[1]
- 1958年11月10日 - 藤森眞、社長に就任[1]
- 1965年6月24日 - 美スズ産業株式会社に商号変更[1]
- 1973年7月18日 - 藤森眞が会長、原多喜三が社長に就任（解散までの体制）[1]
- 1975年1月1日 - 新橋に美スズビル新築、京橋・片倉ビルから本社移転[1]
- 2004年11月30日 - 株主総会で自主解散を決議[2]

## 概要
1922年（大正11年）6月1日、片倉財閥の一部として長野県松本市に創業、同年には東京に進出し、東京市京橋区銀座8丁目（現在の東京都中央区銀座8丁目）に本店所在地を置いた。1936年（昭和11年）5月16日、株式会社化して「株式会社美篶商会」として設立、資本金200万円、社長に片倉兼太郎、常務に藤森豊一郎が就任する。同年、コダックのヴェスト・ポケット・コダック用のロールフィルムである127フィルムを使用する写真機ベストアレックスを発売した。
1937年（昭和12年）、豆カメラ「ミゼット」と専用のフィルムを発売、豆カメラブームを起こし、同フィルムは「ミゼットフィルム」と呼ばれ、日本における超小型写真機用フィルムの事実上の標準規格となる。
1965年（昭和40年）6月24日、「美スズ産業株式会社」に商号変更する。
「富士写真フイルムの四特」と呼ばれる特約店であったが、2004年（平成16年）2月期に年間総売上が340億7,900万円に落ち込み、富士写真フイルムが同年10月からの特約店制度廃止を決めたことを受け、同年7月自主解散を発表した。同年11月30日株主総会を開催して解散を決議、同年12月22日東京地方裁判所が特別清算の開始を決定した。負債総額は136億円であった。同社の営業権は、フジカラーイメージングサービス（のちの富士フイルムイメージング、2009年富士フイルムに経営統合して現存せず）に譲渡した。

## おもな製品一覧

### 写真乾板使用カメラ
- CHカメラ（1920年代） - 4×5cm判写真乾板。
- ロマックス（1938年発売） - 6.5×9cm（大名刺）判写真乾板。
- セミ・リード（1940年発売） - 4.5×6cm（アトム）判写真乾板。

### 127フィルム使用カメラ
- ベストアレックス（1936年発売） – 4×6.5cm（ヴェスト）判。後に理研光学（現在のリコー）からベストオリンピックとして販売された。
- アンデスフォアー（1941年発売） - 4×4cm（ヨンヨン）判。

### ミゼットフィルム使用カメラ
「ミゼットフィルム」は、裏紙付・無孔の17.5mmフィルムで、画面サイズは通常14×14mm判、10枚撮りである。米谷美久が中学生時代に愛用し、四切まで引き伸ばせたことからオリンパス・ペン開発のきっかけとなった。
- ミゼット（英語: Midget ） - 1937年発売、シャッターはエバーセット式でBとI（1/50秒）のみ。ファインダーは折畳式。アタッチメントはφ14mmカブセ。ニューミゼット発売後は区別のため「ミゼットオリジナル」と俗称される。
- ニューミゼット（英語: New Midget ） - 1939年発売、ファインダーを軍艦部に内蔵した。アタッチメントはφ14mmカブセ。
- ニューミゼットII（英語: New Midget II ） - 1940年発売、レンズは固定焦点、絞り固定、3群3枚のミゼット・アナスチグマット20mmF4.5。アタッチメントはφ16mmカブセ。
- ニューミゼットIII（英語: New Midget III ） - 1951年発売、レンズはF11までの虹彩絞りを備えた4枚ミゼット・アナスチグマットF4.5。シャッターはボディーシャッターに変更されB、1/25、1/50、1/100秒。アタッチメントはφ16mmカブセ。